# سيليس (باد كاليه)
سيليس، باد كاليه (بالفرنسية: Selles, Pas-de-Calais)‏ هي بلدية تقع في إقليم باد كاليه من منطقة نور با دو كاليه في شمال فرنسا. تبلغ مساحة هذه المدينة 6.35 (كم²)، وترتفع عن سطح البحر 74 م، يبلغ عدد سكانها 327 نسمة حسب إحصاء المعهد الوطني للإحصاء والدراسات الاقتصادية سنة 2009 م. وترأس Julien Richard البلدية خلال فترة (2008-2014).